# Marconnay Tibor
Marconnay Tibor (eredeti neve: virtsológi Rupprecht Tibor) (Sajtoskál, 1896. február 12. – Budapest, 1970. április 13.) költő, újságíró, műfordító, jogász. Garai Gábor költő apja.

## Életútja
Az evangélikus vallású soproni eredetű nemes virtsológi Rupprecht család leszármazottja. Apja virtsológi Rupprecht Olivér (1858–1942), országgyűlési képviselő, felsőházi tag, sajtoskáli nagybirtokos, anyja báró Beaulieu-Marconnay Martha Jeanne Claire Gilberte (1866–1957) asszony volt. Apai nagyszülei virtsológi Rupprecht Lajos (1807–1889) sajtoskáli nagybirtokos és alsókáldi Káldy Terézia (1827-1898) asszony voltak. Anyai nagyszülei báró Oliver von Beaulieu-Marconnay (1827–1911), császári és királyi kamarás és Valentine von Meinertzhagen-Carseboom (1833–1869) úrnő voltak. Apai dédszülei a tekintélyes ősrégi dunántúli evangélikus nemesi családnak a sarja, alsókáldi Káldy József (1796–1883) Sopron vármegye alispánja, táblabíró, földbirtokos és chernelházi Chernel Cecília (1805–1873) asszony voltak. Marconnay Tibor apai dédapja, Rupprecht János (1788–1863) Sopron város tanácsosa, a soproni Rupprecht cukorgyár tulajdonosa, aki 1838. július 5-én V. Ferdinánd magyar királytól nemességet, a "virtsológi" nemesi előnevet, családi címert, valamint a virtsologi birtokot szerezte meg királyi adományként. Marconay Tibor fivére, virtsologi Rupprecht Olivér (1898– ?) nemzetgyűlési képviselő, felsőházi tag, sajtoskáli nagybirtokos, a szélsőjobboldali Magyarság című lap tulajdonosa és szerkesztője volt.
A jogi egyetem elvégzése után újságíró lett, több lapnál is dolgozott. Első írásai eredeti neve alatt jelentek meg, 1923-ban író névként anyja nevét vette fel. 1925-ben megnősült és nyíregyházi feleségéhez, Garay Eta versmondóművészhez költözött. Fiuk 1929-ben már Budapesten született, de nem az apa, hanem az anya nevét kapta, nevelése is egyedül anyjára hárult.
Marconnay Tibor első verseskötetét (A túláradó élet, 1922; még Rupprecht néven alatt) Kosztolányi Dezső méltatta a Nyugat hasábjain. A szerzőt „türelmetlen keresővágy” jellemzi – írta – „Iskolázottság, sok képesség, több ellentétes irányú fejlődési lehetőség tárul elém a könyv olvasása után.”
A tizennégy évvel későbbi kötet (Világtükör, 1936) „szonetthalmaza” többé-kevésbé fordulatot jelent a költői pályán. „Marconnay lényegsűrítésnek nevezi költészete új állomását s valóban az eredmény valami ilyesmit mutat” – állapította meg Radnóti Miklós, szintén a Nyugatban. A korábbi formabontó, izgatott, „túláradó” hangvételű költemények után ekkori versei „képeiből hiányzik a belső indulat és nyelvének izgalmát a hang állandó nemessége váltja fel, a nyelv biztosabb, a költői közhelyektől tisztább, de gondolatibb lett és a változásban színeit vesztette.” Későbbi verseinek jelentős része is szonett, ez a nagyon is kötött versforma, melyet kitartó gonddal fejlesztett.
Az 1930-as évek végén és a világháború éveiben Marconnay Tibor szélsőjobboldali nézeteket vallott. Fivére lapjába írt cikkeivel részt vett a nácizmus hazai propagálásában, kritikáit erős zsidóellenesség jellemezte. 1945 után sokáig nem jelenhettek meg művei, új kötete csak 1963-ban látott napvilágot.

## Házassága és leszármazottjai
Dr. virtsológi Rupprecht Tibor Olivér Antal Kálmán Lajos 1925. május 15-én Budapesten a IV. kerületben feleségül vette a római katolikus Garay Etelka Klára Ilona (Nyíregyháza, 1897. december 7. –Budapest, 1975. június 2.) kisasszonyt, akinek a szülei dr. Garay Kálmán (1852–1906), ügyvéd, országgyűlési képviselő, és Andráscsik Anna voltak; dr. Garay Kálmán eredetileg a "Ferlicska" vezetéknév alatt született és 1905-ben, gyermekeivel együtt vette fel a "Garay" nevet. Marconnay Tibor és Garay Etelka 1935. június 4-én váltak el.
A házasságukból született:
- virtsológi Rupprecht (Garai) Gábor (Budapest, 1929. január 27. – Budapest, 1987. szeptember 9.) Kossuth-díjas (1965) magyar költő, író, műfordító, kritikus
- virtsológi Rupprecht Klára
- virtsológi Rupprecht Margit

## Munkái
- Rupprecht Tibor: A diadal és egyéb dolgok; Hornyánszky Ny., Bp., 1920
- A túláradó élet (versek, 1922)
- Kacagva tört ki a faun a pagonyból (versek, Budapest, 1927)
- Az ember ellen. Marconnay Tibor 72 új verse; Első Kecskeméti Ny., Kecskemét, 1934
- Világtükör. 101 magyar, 8 német vers és 12 Heredia fordítás; Nyugat, Bp., 1936
- Az idők kertje (szonettek, Budapest, 1938)
- Új nap. A költő hetedik verskötete: 100 új vers; Kultúra Ny., Pécs, 1940
- Nincs híd a szakadék fölött (regény, Budapest, 1940)
- Csillagos ég (versek, Budapest, 1941)
- Dicsőséges zsákmány; Stádium, Bp., 1942 (Műfordítások)
- Budapest, magyar tájak, barátaink. Szemelvények Marconnay Tibor verses és prózai munkáiból. 1921-1942; ill. Kondor László, M. Regős Ferenc; Stádium, Bp., 1942
- Sugaras őszi nap; Magvető, Bp., 1963
- Éltem, hogy írjak; Magvető, Bp., 1978